# Legacy of Fire
Legacy of Fire es una banda de Black Metal Industrial con temáticas existenciales y mediáticas de Colombia fundada en el 2002. Sus principios filosóficos y estéticos se adhieren a la crítica de la postmodernidad y el análisis de la misantropía. Su nombre significa "Legado de Fuego" y representa una analogía a una conciencia histórica presente en su pensamiento artístico, expresada con el fuego como elemento natural de combustión y fuerza natural.

## Historia
Legacy of Fire se funda en la ciudad de Santiago de Cali (Colombia) bajo el nombre de Legado de Fuego, en el año 2002. Tras dejar huella en escenarios y festivales tanto de Santiago de Cali como ciudades aledañas, en el 2005, el baterista y fundador, Juan Carlos Vásquez, cambia su domicilio a la ciudad de Bogotá (Colombia) para dar inicio a una selección de miembros adecuados para dar continuidad al proyecto en esta nueva coyuntura. El proceso de cerca de 3 años de duración deja como alineación final la siguiente: Jaime Coy (vocales), Camilo Barbosa (guitarra), Miguel Nova (bajo), Diego Pinzón (teclados y samples) y Juan Carlos Vásquez (batería). Una vez conformada su totalidad, Legacy of Fire comparte escenario con bandas representativas de la escena nacional, teniendo además la oportunidad de llevar su propuesta musical a numerosas ciudades de la geografía colombiana. Después de dos trabajos discográficos en formato demo, su primer trabajo full-length "The Circus of the Unfortunate" ve la luz en el 2008, acompañado de nutridas críticas positivas y un rápido agotamiento del primer tiraje de producción.

## Tour Of The Unfortunate 2009
A mediados del mismo año Legacy of Fire firma en contrato de representación total con la agencia Storm Blaze Entertainment, con quienes en aras de transportar a Sur América los logros alcanzados en Colombia con “The Circus of the Unfortunate”, planean y llevan a cabo la gira promocional "Tour of the Unfortunate / South America 2009". De tres meses de duración –abril, mayo y junio del 2009- escenarios de Colombia, Ecuador, Perú, Bolivia, Argentina y Chile fueron recorridos acompañados de un amplio cubrimiento por parte de medios especializados y masivos –En prensa, radio y televisión-, además del agotamiento de la nueva edición especial del “The Circus of the Unfortunate” para la gira sudamericana. Adicionalmente, Legacy of Fire en conjunto con la productora audiovisual Abysmo –y con el director Carlos Toro (Lacrimosa, Vader, Mercenary, Criminal, etc.)- decide aprovechar su estancia en Santiago de Chile para grabar el videoclip de la canción “Revolución Ausente” en la ciudad de Quilpué (a 10 minutos de Viña del Mar), el cual fue seleccionado por convocatoria popular para ser proyectado en el festival "Rock al Parque", el más grande en su naturaleza de toda Iberoamérica. La asistencia aproximada total para el festival fue de 266 mil personas.

## Acid Fate y contrato discográfico
Para el 2010 ve la luz el EP "Nexus", distribuido de manera gratuita mediante el sitio web de la agrupación. Gracias a dicha placa, la banda llega a un acuerdo para la firma de un contrato discográfico con el sello británico Casket Music. Durante dos años de duración, los ingleses estarán a cargo de la promoción y distribución internacional de "Acid Fate", el segundo disco de Legacy of Fire, el cual fue grabado en los estudios Subsónica (Bogotá, Colombia) por el ingeniero Andrés Arroyo. Dicho álbum fue publicado en lanzamiento global a principios del 2011.
La banda también informó, paralelo al acuerdo discográfico, la firma de contrato de patrocinio con la empresa inglesa de manufactura de ropa Spiral Direct, la sala de ensayos Independent LTDA., el fotógrafo Jorge Botero y las agencias creativas Kinetic Room, Nova e Ineclectico.

## Temática
El eje sobre el cual rotan las temáticas se basa en reflexiones sobre las implicaciones sociales de los fenómenos que trae consigo la posmodernidad, con el consumismo como mecanismo de control y principal método de manutención del actual orden económico y político, el cual, proponen, conduce a una autodestrucción sistemática de la civilización. También usan tópicos como la tecnología, obsesión con la velocidad y el letargo humano frente a la pronunciada decadencia de la raza. Por otro lado la palabra fuego, tiene la connotación mística de la eternidad; representante de la fuerza natural, la cual se tiene en cuenta para ser reflejada en las composiciones. Partiendo de una naturaleza escéptica y racionalista, no hablan de dioses, demonios, duendes, guerreros, elfos, hadas, ni ningún tipo de figura mitológica. Sus planteamientos tienen similitud con los de pensadores como Arthur Schopenhauer, Jean Baudrillard, Paul Virilio, Karl Marx, entre otros.

## Miembros
- Jaime Andres Coy - Voz
- Miguel Nova - Bajo
- Camilo Barbosa TV - EXGOD MALAROSA Guitarra
- Diego Pinzón - Sintetizador
- Juan Carlos Vasquez - Batería

## Discografía
| Álbum                         | Año  | Tipo   |
| ----------------------------- | ---- | ------ |
| Through the Eyes of a Demon   | 2007 | EP     |
| The Circus of the Unfortunate | 2008 | Single |
| The Circus of the Unfortunate | 2008 | CD     |
| Revolución Ausente            | 2009 | Single |
| Nexus                         | 2010 | EP     |
| Acid Fate                     | 2011 | CD     |

## Videografía
| Canción                        | Año  | Director                                           |
| ------------------------------ | ---- | -------------------------------------------------- |
| Revolución Ausente (Acid Fate) | 2009 | Carlos Toro (Lacrimosa, Kreator, Vader, Mercenary) |
| La Resistencia (Acid Fate)     | 2011 | Camilo Barbosa TV                                  |